# Zapus trinotatus
Zapus trinotatus és una espècie de mamífer rosegador de la família dels dipòdids. Viu a l'extrem occidental del Canadà (Colúmbia Britànica) i els Estats Units (Washington, Oregon i Califòrnia). S'alimenta principalment de llavors, tot i que de tant en tant també consumeix fruita, insectes, mol·luscs i peix. Els seus hàbitats naturals són els aiguamolls, els boscos i els prats alpins. És una espècie en risc mínim, és a dir, no sembla que hi hagi cap amenaça significativa per a la seva supervivència.